# Shayne Hayne
Shayne Hayne, né en 1967, est un arbitre de rugby à XIII australien. Il est l'un des meilleurs arbitres des années 2000 et 2010. Il officie depuis 2001 dans la National Rugby League en ayant plus de deux cents matchs à son actif. Il a également officié lors de la Coupe du monde 2008 (dont la demi-finale entre la Nouvelle-Zélande et l'Angleterre) et 2013, au Tournoi des Quatre Nations (2009), l'ANZAC Test (2014) ainsi qu'au State of Origin (2007, 2009, 2010, 2011, 2013 & 2014) et City vs Country Origin (2007 & 2009)

## Biographie
Très jeune, après s'être adonné au rugby à XIII et au rugby à XV, Shayne Hayne a toujours eu la vocation de devenir arbitre de rugby à XIII. Très bon joueur de rugby à XIII, il est proche de signer pour différents clubs à Newcastle et à Sydney dans les catégories juniors, toutefois en raison de non garanti d'une salaire régulier, il opte pour devenir arbitre après avoir passé les différents examens.
Il rejoint le programme de recrutement de la National Rugby League en 2000 et y fait ses débuts lors de la saison 2001 dans la rencontre entre les Broncos de Brisbane et les Tigers de Wests. Rapidement, il devient l'un des meilleurs arbitres de la NRL au point d'être retenu pour le City vs Country Origin et le State of Origin en 2007.
En 2008, il officie dans la Coupe du monde 2008 dont notamment la demi-finale opposant la Nouvelle-Zélande et l'Angleterre ainsi que la Coupe du monde 2013 et le Tournoi des Quatre Nations 2009 sur le plan international.
Régulièrement appelé pour le State of Origin (2007, 2009, 2010, 2011, 2013 & 2014), il officie également lors de l'ANZAC Test en 2014. Enfin, en NRL, il a porté le sifflet lors de la finale de NRL en 2009 entre le Storm de Melbourne et les Eels de Parramatta, en 2010 entre les Dragons de St. George Illawarra et les Roosters de Sydney, et en 2013 entre les Roosters et les See Eagles de Manly-Warringah.

## Palmarès
- Élu meilleur arbitre du monde : 2009.